# Station Łosośna
Station Łosośna is een spoorwegstation in de Poolse plaats Łosośna Wielka.